# Jeanne in den Gärten
Jeanne in den Gärten ist ein Roman der Schriftstellerin Fanny Deschamps und wurde 1983 zum ersten Mal aufgelegt. Die Handlung spielt in Frankreich zur Zeit König Louis XV. und findet im Buch „Jeanne über den Meeren“ ihre Fortsetzung. Philibert Commerson (* 18. November 1727 in Châtillon-les-Dombes, * 13. März 1773 in Ile-de-France), ein französischer Naturwissenschaftler der tatsächlich gelebt hat, stand Pate für die Figur des Philibert im Roman.

## Handlung
Die Leitmotive des Romans sind duftenden Blumen und Gärten, raschelnden Seidenstoffe, Lebenslust und feminine Unabhängigkeit Jeannes, von zwei unterschiedlich geliebten Männern.
Im Alter von fünfzehn Jahren ist Jeanne ein kluger Schützling der Baronin de Bouhey und kundige Gärtnerin auf einem Schloss in der Dombes. Sie ist voller Sehnsucht nach dem Meer und ihrem heimlich geliebten Philibert Aubriot, einem Arzt und Botaniker, der sie in die Wissenschaft von Pflanzen und Kräutern unterrichtet hat. Doch als der schwarzlockige Korsar und Malteserritter Vincent zu einem Jagdfest erscheint, bereit, ihr sein Herz, sein Schiff und ferne Inseln zu erschließen…
Mit siebzehn Jahren ist Jeanne als „Sekretär“ des ehrgeizigen Doktor Philibert Aubriot „in Hosen“ unterwegs nach Paris, der dort als Botaniker an die Königlichen Gärten berufen ist.
Dort stellt die neunzehnjährige Jeanne ihre profunden Kenntnisse von der Heilkraft und verschönernden Wirkung der Pflanzen in den Dienst der noblen Gesellschaft, erkundet das Pariser Templer-Viertel und diskutiert sogar mit Denis Diderot. Dabei weiß sie aus der Begierde des Duc de Richelieu umsichtig Nutzen zu ziehen, bis der weltfahrende Chevalier Vincent erneut in ihr Leben tritt und Ansprüche stellt. Jeanne und Vincent verbringen eine Nacht miteinander, woraufhin Vincent von Jeanne verlangt, sich zwischen ihm und dem inzwischen erkrankten Philibert zu entscheiden. Jeanne bleibt bei ihrem kranken Freund und Vincent reist enttäuscht ab.

## Medien
- Hörbuch: „Jeanne in den Gärten“, gesprochen von Ulla Ehrenberg, 19,5 Stunden